# Zagon

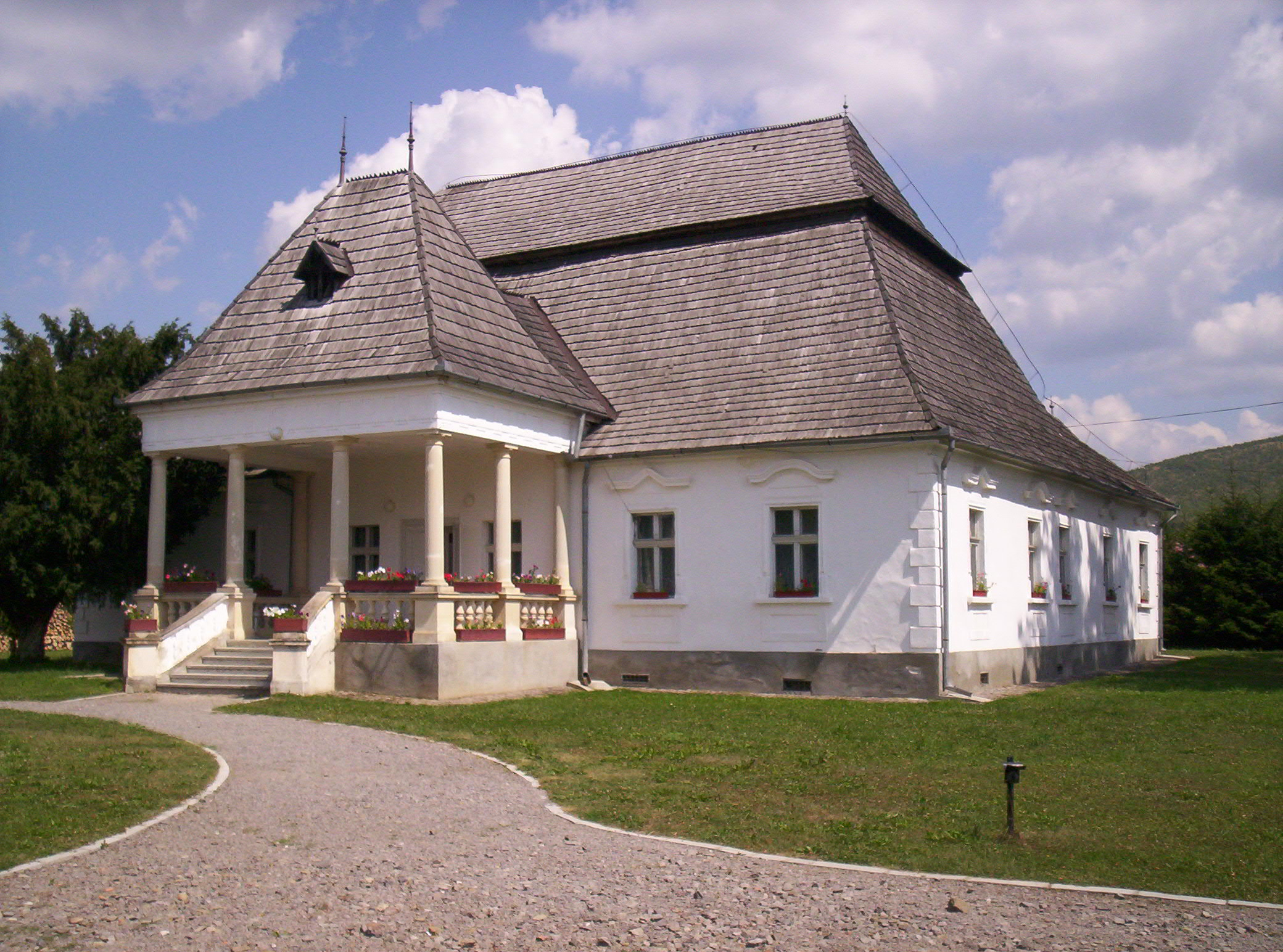

Zagon (ungerska: Zágon) är en kommun och ort i județet Covasna i Seklerlandet i östra Transsylvanien i centrala Rumänien. Kommunen består av byarna Păpăuți (ungerska: Papolc) och Zagon. Enligt folkräkningen 2011 hade Zagon 5 185 invånare.